# Тадарида
Тадарида (Tadarida) — рід кажанів родини молосових (Molossidae). 

## Таксономія та номенклатура
Поділяється на два підроди: 
- Rhizomops (Legendre, 1984), який містить єдиний вид роду Нового Світу, Tadarida brasiliensis
- Tadarida s. str. (Rafinesque, 1814), який включає види Старого Світу.

Етимологія: слово “тадарида” придумане Рафінеском, який не дав ні найменшого натяку, щодо його етимології.

## Морфологія
Морфометрія. У Tadarida australis, одного з найбільших видів, голова і тіло довжиною 85–101 мм, довжина хвоста становить 40–55 мм, довжина передпліччя 57–63 мм і вага 25–40 грамів. В африканських видів довжина голови і тіла 65–100 мм, довжина хвоста 30–59 мм, передпліччя довжиною 45–66 мм, а вага становить 14–39 грам. У виду Нового Світу T. brasiliensis довжина голови й тіла 46–66 мм, довжина хвоста становить 29–44 мм, передпліччя довжиною 36–46 мм і вага 10–15 грамів.
Опис. Забарвлення в роду варіюється від червонувато-коричневого до майже чорного. Види роду Tadarida характеризують зморшкуваті губи, глибокі виїмки на спереду піднебіння, відносно тонкі щелепи. Більшість видів мають вуха, з'єднані шкірою у верхній частині голови. У T. brasiliensis і T. aegyptiaca вуха розділені, але не так широко, як у Mormopterus.

## Стиль життя
Середовище проживання значно варіюється. Африканські види живуть або в лісі або відкритому просторі і в цілому, як повідомляється, ночують на деревах та в будівлях. T. brasiliensis залишають сідала після заходу сонця; радіолокаційні спостереження Williams, Ireland, and Williams (1973) показали, що їх середня швидкість 40 км/год (7–105 км/год) і середня висота польоту 2300 метрів (600–3100 метрів). Деякі популяції цього виду також робили тривалі міграції.

## Види
- Tadarida aegyptiaca — розсіяно в Африці й пд. та пд.-зх. Азії
- Tadarida brasiliensis — Північна й Південна Америки
- Tadarida fulminans — розсіяно на сході Африки (ДР Конго, Кенія, Мадагаскар, Малаві, Мозамбік, Руанда, ПАР, Танзанія, Уганда, Замбія, Зімбабве)
- Tadarida insignis — розсіяно на сході Азії (Китай, Тайвань, Японія і Корейський півострів)
- Tadarida latouchei — розсіяно на сході й південному сході Азії (Китай, Лаос, Таїланд, В'єтнам)
- Tadarida lobata — розсіяно на сході Африки (Кенія, Зімбабве)
- Tadarida teniotis — Середземномор'я, пд.-сх. та цн. Азія, Гімалаї
- Tadarida ventralis — схід Африки (ДР Конго, Еритрея, Ефіопія, Кенія, Малаві, Мозамбік, Південний Судан, Судан, Танзанія, Замбія, Зімбабве)